# Budget Rent a Car
Budget Rent a Car System, Inc., o semplicemente Budget Rent a Car, è un'azienda statunitense di autonoleggio con sede a Parsippany, New Jersey e parte del gruppo Avis Budget Group.
Opera in oltre 128 paesi con una rete di più di 3.400 uffici di noleggio, di cui circa 800 situati nei principali aeroporti internazionali. La compagnia gestisce una flotta superiore a 150.000 veicoli e impiega circa 16.000 persone a livello globale.

## Storia
Budget Rent a Car venne fondata nel 1958, a Los Angeles, California, da Morris Mirkin. L'azienda nacque con una flotta iniziale di dieci veicoli e si distinse fin dall'inizio per la politica di prezzi contenuti, offrendo tariffe giornaliere e per miglio inferiori rispetto alle compagnie concorrenti attive negli aeroporti, in linea con il proprio nome.
Nel 1959, Mirkin venne affiancato da Julius Lederer, con il quale avviò un programma di espansione a livello nazionale e internazionale. Nel 1960, la sede centrale venne trasferita a Chicago, Illinois, e la rete aziendale si ampliò tramite filiali sia in franchising che di proprietà.
Durante gli anni successivi, Budget consolidò la propria posizione nel mercato globale del noleggio auto, diventando un marchio riconosciuto per l'accessibilità e la convenienza dei propri servizi. L’azienda si espanse anche nel segmento dei veicoli commerciali leggeri tramite la creazione di Budget Truck Rental.
Budget venne successivamente acquisita da Transamerica Corporation e, nel 1986, passò a un gruppo di investitori guidato da Gibbons, Green and van Amerongen Ltd., in un’operazione di leveraged buyout realizzata con il supporto del management interno e sotto la guida del CEO Clifton E. Haley. L’anno seguente, nel 1987, la compagnia realizzò la sua prima offerta pubblica iniziale (IPO) e venne quotata in borsa.

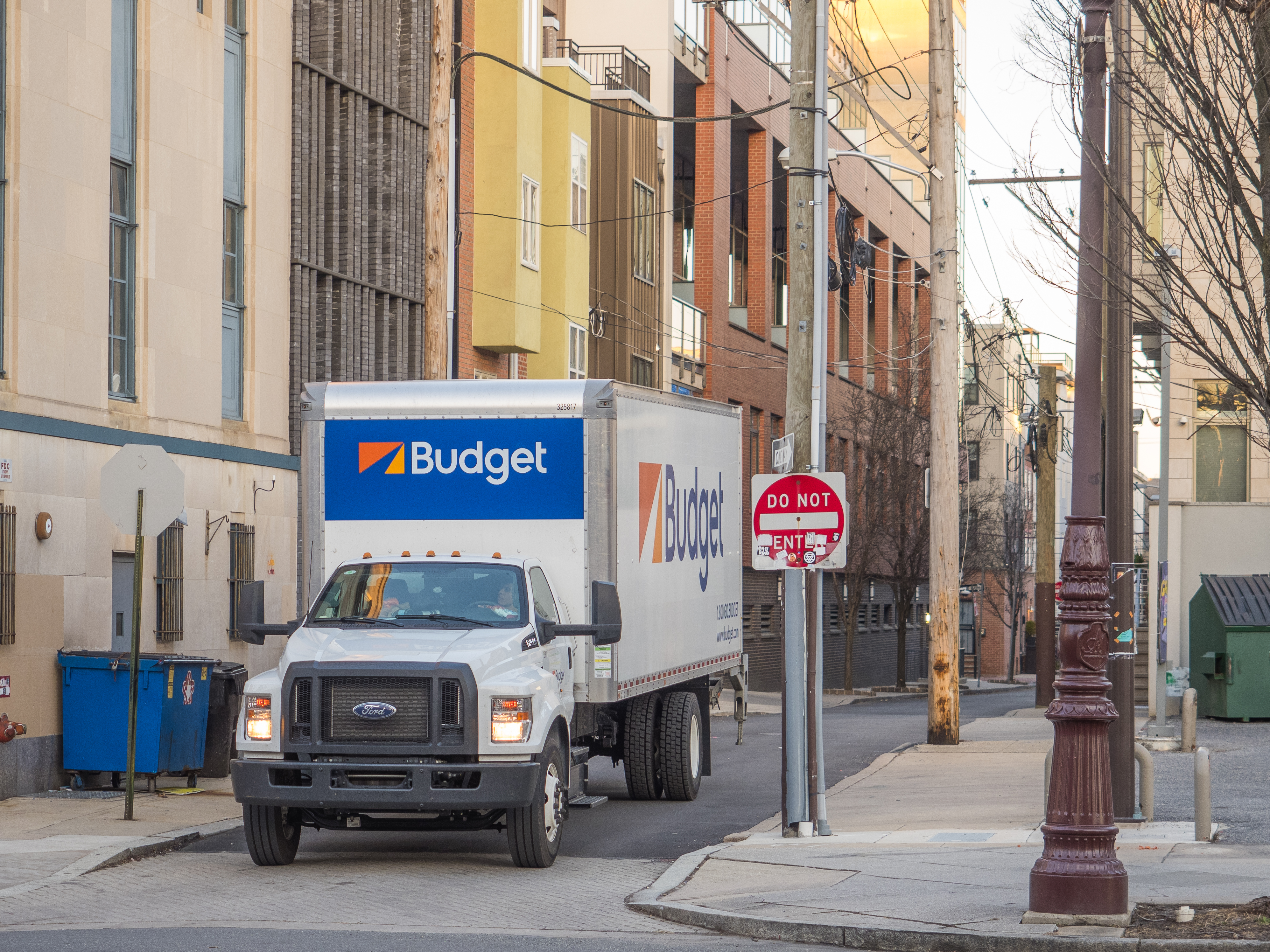
Furgone Ford di Budget Rent a Car.

Nel 1996, la compagnia passò sotto il controllo della Ford Motor Company, che la integrò tra le sue partecipazioni nel settore del noleggio auto. Tuttavia, a metà degli anni ’90, Ford avviò una strategia di disinvestimento dalle attività non direttamente legate alla produzione automobilistica, decidendo di cedere Budget.
Nel 1997, la Team Rental Group acquisì la compagnia, per 350 milioni di dollari, e ne assunse il nome, trasformandosi in Budget Group, Inc. Tuttavia, nel 2002, Budget affrontò gravi difficoltà finanziarie e presentò istanza di fallimento. In seguito a ciò, venne acquisita da Cendant Corporation, che già controllava Avis Rent a Car, ponendo le basi per l’unificazione operativa dei due marchi.
Nel 2006, a seguito dello smembramento di Cendant Corporation in quattro società indipendenti, la divisione autonoleggio rimase l’unica attività residua, dando vita alla nascita di Avis Budget Group, Inc. Budget divenne così uno dei principali marchi del nuovo gruppo, operando accanto a Avis, Payless, Zipcar e ad altri marchi regionali.

## Budget in Italia

Vecchio logo di Budget Rent a Car utilizzato in Italia.

Budget Autonoleggio inaugura il network in Italia agli inizi del 2006. Oggi conta su 120 uffici dislocati su tutto il territorio nazionale e nei più importanti aeroporti presenti nella penisola.